# Твіржа
Тві́ржа — село в Україні, в Яворівському районі Львівської області. Населення становить 645 осіб. Орган місцевого самоврядування — Мостиська міська рада.
На початку XX століття збудували неоготичний мурованого костелу та 1911 року освятили під титулом Пресвятої Діви Марії. У селі функціонує школа I-III ступенів.

## Населення

### Мова
Розподіл населення за рідною мовою за даними перепису 2001 року:
| Мова       | Кількість | Відсоток |
| ---------- | --------- | -------- |
| українська | 641       | 99.38%   |
| польська   | 3         | 0.47%    |
| російська  | 1         | 0.15%    |
| Усього     | 645       | 100%     |

## Відомі мешканці

### Народились
- Піх Богдан Петрович (1955) — український залізничник, заслужений працівник транспорту України, начальник Львівської залізниці (2000—2005, з 2010).